# مظفري جنوبي
مظفري جنوبي (بالفارسية: مظفری جنوبی) هي قرية تقع في قسم ليراوي الشمالي الريفي (مقاطعة ديلم) في إيران. يقدر عدد سكانها بـ 18 نسمة بحسب إحصاء 2016.